# Birakan
Birakan (russisk: Биракан) er en bymæssig bebyggelse (russisk: Посёлок городского типа) i den Jødiske autonome oblast i det den fjernøstlige del af Rusland. Den har et indbyggertal på 1.732 (2023) indbyggere.
Byen ligger ved floden Bira, en biflod til floden Amur, ca. 68 kilometer øst for byen Oblutje. Den opstod i 1905 under opførelsen af Den transsibiriske jernbane.